# Кукај
Кукај (空海, Зенцуђи, 15. јун 774 — планина Која, 22. април 835.), постхумно познат као Кобо Даиши (јап. 弘法大師, прев. Велики мајстор који пропагира будистичко учење), био је јапански будистички монах, јавни службеник, учењак, песник и уметник који је основао будистичку школу Шингон (прев. Права реч).  Шингон следбеници за њега користе почасни израз Одаишисама (お大師様) и верско име Хенђо Конго (遍照金剛).
Кукај је славан и као калиграф и инжењер. Међу многим достигнућима која му се приписују је и изум кана писма, слоговника којим се, у комбинацији са кинеским карактерима (канђи), јапански језик пише до дан данас. Према традицији, ауторство песме Ироха се најчешће приписује њему, али ова тврдња није поткрепљена доказима, већ је само популарно веровање. У својим верским списима, око педесет радова, Кукај је изнео доктрину езотеричког Шингона. Најзначајније од њих је на енглески језик превео Јошито Хакеда.

## Биографија

### Младост
Кукај је рођен 774. године у садашњој Зенцуђи области Сануки провинције на острву Шикоку. Његова породица припадала је аристократској лози Саеки, огранку древног клана Отомо. Постоје несугласице око његовог имена. Тотомоно (прев. драгоцени) се бележи у једном извору, док је Мао (прев. Права Риба) другде забележен. Рођен је у периоду важних политичких промена, у ком цар Канму (в. 781-806) покушава да консолидује своју власт и да прошири своју област, предузимајући мере које укључују премештање главног града Јапана из Наре у Хеиан (данашњи Кјото).
У петнаестој години, почео је да иде на часове кинеских класика уз ујаково саветовање. У ово време, клан Саеки-Отомо претрпео је прогон владе због тврдњи да је поглавица клана, Отомо но Јакамоћи, одговоран за атентат на свог ривала, Фуђивара но Танецугу. 791. године, Кукај одлази у Нару да студира на државном универзитету Даигакурјо (јап. 大学寮). Биографије указују на то да је постао разочаран конфучијанским студијама, и затим развио јак интерес за будизам.
Око 796. године, Кукај се упознаје са будистичком праксом која укључује певање мантре бодисатве Акашагарбе (јап. Кокузо Босацу). 798. године објављује свој први велики књижевни рад, „Санго шиики“, дијалектичку алегорију у којој критикује конфучијанско и таоистичко учење са закључком да је будизам супериорна филозофија.
Централна влада је строго регулисала будизам кроз Сого (јап. 僧綱, прев. Канцеларија за свештеничка питања), чиме су многи аскети и независни монаси, као Кукај, живели под мноштвом рестрикција или ван закона. У време обављања приватне будистичке праксе, Кукај је једном у сну чуо од човека да Махаваирочана сутра садржи доктрину за којом је трагао. Копија сутре коју је набавио је била на непреведеном санскриту, у Сидхам писму, док су преведени делови њему били врло криптични.

### Одлазак у Кину
Како би сазнао више о Махаваирочана сутри, Кукај је 804. године учествовао у званичној мисији у Кину. Научници нису сигурни зашто је баш он изабран да учествује, с обзиром на његову позадину као приватног монаха. Теорије укључују породичне везе унутар клана Саеки-Отомо, или везе преко колега свештеника или члана клана Фуђивара.
У експедицији су се налазила четири брода, са Кукајем на првом броду, док је други познати монах, Саићо, био на другом броду. Због олује, трећи брод се вратио у Јапан, док је четврти брод изгубљен на мору. После неколико недеља Кукајев брод стигао је у провинцији Фуђен, а путницима је првобитно био одбијен улазак у луку. Кукај, који је течно говорио кинески језик, написао је писмо гувернеру покрајине објашњавајући њихову ситуацију.
Гувернер је дозволио броду да пристане, а од странке је затражено да пређе у главни град Чанган (данашњи Си'ан), седиште моћи династије Танг. Након даљих одлагања, Танг суд је Кукају доделио место у храму Ши Минг, где је озбиљно почео да се бави кинеским будизмом, као и студијама санскрита са пандитом Прађном (734—810) из Гандаре, који је био образован на индијском будистичком универзитету у Наланди.
Године 805., упознао је учитеља Хуигуо (746—805), који га је кроз ритуал иницијације у манастиру Ћинлонг у Чангану увео у езотерички будизам. Хуигуо је одмах Кукају дао први ниво иницијације, абхишеку. Док је Кукај очекивао да проведе 20 година студирања у Кини, за неколико месеци је добио коначну иницијацију. Речено је да је Хуигуо учење Кукаја сматрао „преливањем воде из једне вазе у другу". Хуигуо је умро убрзо након тога, али не пре него што је рекао свом ученику да се врати у Јапан и шири езотеричка учења тамо, уверавајући га да ће други ученици наставити свој посао у Кини.

### Повратак у Јапан и стицање популарности
Кукај је стигао натраг у Јапан 806. године као осми патријарх езотеричног будизма, научивши санскрiт и његово писмо. Стигао је са великим бројем текстова, од којих су многи били езотерички и на санскриту. Међутим, током његовог одсуства цар Канму је умро и наследио га је цар Хеизеи, који није показао велики ентузијазам за будизам. Такође, Саићо, оснивач школе Тендаи, се већ вратио у Јапан и добио наклоност двора, где је извршио иницијални ритуал, абхишеку. Суд је званично признао Саићове езотеричке обреде и списе као саставни део Тендаи школе.
Године 809., државни суд је коначно одговорио на Кукајев извештај о студијама у Кини, који је садржао попис текстова и других предмета које је донео са собом, као и петицију за државну подршку за успостављање новог езотеричног будизма у Јапан. Ово је био његов први покушај Кукај да издвоји нову форму езотеричког будизма од оног који се већ практиковао у Јапану. Одговор суда била је наредба да проведе 14 у храму Такаосан-ђи (касније Ђинго-ђи), у предграђу Кјота. 809. године, цар Сага ступа на престо, са којим је Кукај био у одличним односима.
Године 810., Кукај постаје јавна личност када је именован за управника Тодаи-ђи, централног храма у Нари, и шефа Сого.
Кукај је 812. године пристао на Саићову молбу да му изврши обред езотеричке иницијације, али је одбио да му да коначну иницијацију којом би постао мајстор езотеричког будизма. Кукај је сматрао да Саићо није био квалификован за овај ниво, јер није завршио потребне студије. Тиме је започета препирка између двојице, која се пренела на однос Тендаи и Шингон секте.
Јавним церемонијама иницијације за Саића и друге у Такаосану 812. године, Кукај је постао признати учитељ езотеричког будизма у Јапану. Његова нова езотеричка наука и књижевност привукли су пажњу Токуицуа, угледног монаха, који је 815. године започео са њим писмену дебату о езотеричкој пракси. Овим догађајем је Кукај добио већи кредибилитет и поштовање других будистичких школа у Нари.
Године 816, цар Сага је прихватио Кукаиов захтев за успостављање планинског комплекса на планини Која, као одступницу. Земљиште је званично посвећено средином 819. године са ритуалима који су трајали седам дана. Међутим, није могао тамо да остане, пошто је добио царско наређење да ради као саветник државног секретара. Финансијске потешкоће при изградњи комплекса трајале су дуго, а пројекат није у потпуности реализован све до Кукајеве смрти.
По Кукајевој визији, комплекс на планини Која требало је да буде репрезентација „Мандале два света", која чини основу Шингона са налазиштем у храму Конгобу-ђи.

### Јавни радови
Године 821., Кукај је предузео грађевински подухват, рестаурирања Мано резервоара, који је још увек највећи иригациони резервоар у Јапану. Његово руководство је омогућило да се овај пројекат, који је претходно имао потешкоћа, правовремено заврши, и сада је то извор дела многобројних легендарних прича које окружују његову личност. 822. године, Кукај је спровео церемонију иницијације за бившег цара Хеизеја. Исте године, преминуо је његов велики ривал, Саићо.

### Позне године и смрт
Кукај је 830. године завршио свој магнум опус, „Ђуђушинрон" (十住心論 Расправа о десет нивоа развитка ума). Због невероватног обима, тек треба да буде у потпуности преведен на било који језик. Овај рад је пратио сажетак, „Хизо Хојаку" (秘蔵宝鑰 Драгоцени кључ тајног блага). Након што му се здравље знатно нарушило, 831. године, Кукај је покушао да се повуче, али цар није прихватио његову оставку. Наредне године, Кукај се вратио на планину Која. 834. године, успео је да добије дозволу за изградњу Шингон капеле у палати ради вршења ритуала који би осигурали сигурност и заштиту државе. Овај захтев је одобрен, а ритуал Шингона укључен је у званични дворски календар. Током 835. године, само два месеца пре његове смрти, Кукај је коначно добио дозволу да се годишње рукоположе три Шингон монаха на планини Која. То је значило да је Која престала бити приватна установа.
На самрти је престао узимати храну и воду и проводио је доста времена у медитацији. Каже се да је преминуо у поноћ 21. дана трећег месеца (по јапанском календару). Цар Нимјо је послао поруку саучешћа планини Која, изразивши своје жаљење што није могао присуствовати кремацији због кашњења у комуникацији изазваног изолованошћу планинског комплекса. Међутим, Кукај није био традиционално кремиран, већ је, у складу с његовом жељом, био сахрањен на источном врху планине.
По легенди, Кукај није умро, већ је ушао у вечни транс (самади) и живи на планини Која, чекајући Маитреју, следећег буду. „Када је неко време након сахране отворена гробница, Кобо Даиши је пронађен као да још увек спава, са непромењеним изгледом и дужом косом".
Постхумну титулу Кобо Даиши је добио тек 921. године.